# Municipio de Carthage (Dakota del Sur)
El municipio de Carthage (en inglés: Carthage Township) es un municipio ubicado en el condado de Miner en el estado estadounidense de Dakota del Sur. En el año 2010 tenía una población de 38 habitantes y una densidad poblacional de 0,44 personas por km².

## Geografía
El municipio de Carthage se encuentra ubicado en las coordenadas 44°8′47″N 97°39′35″O / 44.14639, -97.65972. Según la Oficina del Censo de los Estados Unidos, el municipio tiene una superficie total de 86.45 km², de la cual 85,69 km² corresponden a tierra firme y (0,87 %) 0,75 km² es agua.

## Demografía
Según el censo de 2010, había 38 personas residiendo en el municipio de Carthage. La densidad de población era de 0,44 hab./km². De los 38 habitantes, el municipio de Carthage estaba compuesto por el 97,37 % blancos, el 2,63 % eran amerindios. Del total de la población el 0 % eran hispanos o latinos de cualquier raza.